# Iouri Khmelnytsky
Iouri Khmelnytsky (en ukrainien : Юрій Хмельницький, polonais : Jerzy Chmielnicki, russe : Юрий Хмельницкий) (né en 1641 - mort en 1685), fils cadet du célèbre hetman ukrainien Bohdan Khmelnytsky, il est lui-même hetman de l'Ukraine puis hetman de l'Ukraine de la rive droite puis hetman de l'Ukraine ottomane.

## Biographie

### Hetman de l'Ukraine
Iouri Khmelnytsky né en 1641 à Soubotiv, près de Tchyhyryne, dans le centre de l'Ukraine. En 1659, la Rada cosaque (en) rassemblée à Bila Tserkva choisit le jeune Iouri, alors âgé de 17 ans, pour remplacer l'hetman Ivan Vyhovsky, qui est contraint d'abdiquer. Le jeune hetman rencontre aussitôt des problèmes : l'alliance précaire avec le tsarat de Russie et les guerres en cours contre la Pologne-Lituanie et le khanat de Crimée.
À partir de 1654, à la suite du traité de Péréiaslav, la République se voit contrainte de déclencher les hostilités contre la Russie. Iouri, qui suit la politique de son père, Bohdan Khmelnytsky, est lui-même battu à Korsoun et fait prisonnier par les Polonais. Lorsque, le 2 novembre, l'armée moscovite est forcée de se rendre à la bataille de Tchoudniv, Iouri n'hésite plus à basculer dans le camp polonais et jure fidélité à Jean II Casimir Vasa, le roi de Pologne. Une guerre civile éclate dans l'hetmanat lorsque Iakym Somko, le nouvel ataman favorable au tsar, engage les cosaques pro-russes, auxquels s'est jointe l'armée de Grigory Romodanovsky (en), contre Iouri et ses nouveaux alliés Polonais, qu'ils parviennent à vaincre au cours de l'été 1662, près de Pereïaslav.
Après cette défaite, Khmelnytsky tente de trouver de l'aide auprès du khanat de Crimée, mais cela ne mène à rien d'autre que quelques raids et pillages tatars sur des villes et villages d'Ukraine. Dépité, Iouri renonce à son titre d'hetman et se retire au monastère de Mharsky (pl) à l'automne 1662. Entre 1664 et 1667, il est emprisonné à Lviv par l'hetman Pavlo Teteria.

### Hetman de l'Ukraine de la rive droite
En 1672, il participe à une campagne contre les Tatars, mais il est capturé près de Ouman et amené à Constantinople, où il est autorisé à vivre dans un monastère grec-orthodoxe. En 1676 - après que l'allié du sultan, Petro Doroshenko, ait fait allégeance à Moscou - la Porte décide d'utiliser le nom de Khmelnytsky pour renforcer ses prétentions sur l'Ukraine de la rive droite et s'engage dans une guerre contre la Russie.
En 1678, l'armée turque s'empare de Tchyhyryne et nomme Iouri Khmelnytsky nouvel hetman de l'Ukraine. L'armée turque ottomane, avec Iouri en remorque, capture et incendie Kaniv et d'autres villes ukrainiennes. En tant que vassal du sultan Mehmed IV, Iouri se retire à Nemyriv, capitale de l'Ukraine ottomane. En raison de sa santé mentale instable et de sa cruauté sans précédent, il est peu à peu écarté du pouvoir, mais il est brièvement réintégré par les Polonais deux ans plus tard. En 1685, les Turcs le capturent à nouveau et l'exécutent à Kamianets-Podilskyï.
À la différence de son père, il se révéla incapable de maîtriser une situation géopolitique complexe et fut utilisé successivement par des États rivaux.